# José Eduardo Pizarro Drummond
José Eduardo Pizarro Drummond foi um jurista, ensaísta, crítico, poeta brasileiro. Nasceu em 30 de setembro de 1925, em São Paulo. Faleceu em 18 de outubro de 2007, na cidade do Rio de Janeiro.

## Formação e carreira
Bacharel em Ciências e Letras pelo Colégio Pedro II 1944, cursou a Faculdade Nacional de Direito da Universidade do Brasil, bacharelando-se em 1949. Foi publicado em jornais, revistas e antologias como a da Revista da Academia Brasileira de Letras e a Antologia da Nova Poesia Brasileira organizada pelo poeta J. G. de Araújo Jorge. 
Em 1957, tomou posse como juiz do Trabalho Substituto, depois de ingressar no Tribunal Regional do Trabalho da Primeira Região (RJ) no primeiro concurso público da história do Tribunal. Em 1959, foi promovido a juiz Presidente de Junta de Conciliação e Julgamento e, em 1987, a Desembargador do TRT1. Aposentou-se em 1995.

## Legado
Pizarro Drummond recebeu, em diferentes ocasiões, homenagens como Edmo Rodrigues Lutterbach, Tobias Pinheiro, Ricardina Yone e R. S. Kahlmeyer-Mertens. A Confederação das Academias de Letras do Brasil homenageou o acadêmico, dando seu nome a seu auditório; também o Fórum do município de São João de Meriti – RJ tem o nome do desembargador; a Academia Carioca de Letras, reverenciando-lhe a memória, instituiu a “Medalha de Honra ao Mérito Cultural José Eduardo Pizarro Drummond”, dedicada àqueles que compartilham os ideais humanistas e estéticos do seu patrono. 

## Obras

### Jurídica
- Da decisão disciplinar e sua natureza jurídica (1956)
- Burocracia e democracia (1980)

### Literária
- O precursor de Adelino Magalhães (1957),
- Personagens e símbolos (1960),
- Mistério e magia (1966),
- A aurora que cessou (1979),
- Quadrante 45,
- O retrato de um Acadêmico (1987),
- Orações acadêmicas (1990).

## Instituições a que pertenceu
- Sociedade Brasileira de Filosofia, da qual foi Presidente;
- Academia Carioca de Letras, ocupando o cargo de orador oficial e Decano.
- Academia Brasileira de Literatura,
- Academia Internacional de Jurisprudência e Direito Comparado
- Associação dos Magistrados da Justiça do Trabalho (da 1ª Região), junto de Lyad de Almeida;
- Academia de Ciências Morais e Jurídicas.
- Academia Nacional de Direito do Trabalho, ao lado de Miguel Reale, Pontes de Miranda e Geraldo Bezerra de Menezes